# Kvarková hvězda
Kvarková hvězda je hypotetický typ hvězdy, která je složená z kvarků, které odolávají tlaku gravitace.
Když se zhroutí supernova, obvykle z ní vznikne neutronová hvězda. Toto stadium nemusí být konečné. Pokud má neutronová hvězda příliš velkou hmotnost, může se ještě dále smršťovat, až z ní vznikne černá díra. Z měření observatoře Chandra z roku 2002 vyplynulo, že v případě správných údajů u objektu RX J185635-3754 (objeveného již roku 1992) se nemůže jednat o neutronovou hvězdu, jak se dosud soudilo, ale o nový typ hvězdy, kterou nejlépe popisuje právě hvězda kvarková. Druhým kandidátem je rádiový zdroj 3C58 v Mléčné dráze. V roce 2009 čínský vědec Kwong-Sang Cheng z Hongkongské univerzity provedl studii, ve které tvrdí, že při pozorování supernovy SN 1987A nalezl důkaz, že může jít o kvarkovou hvězdu.